# Communauté de communes le Minervois
La Communauté de communes le Minervois est une ancienne communauté de communes française, située dans le département de l'Hérault, arrondissement de Béziers, et dans la région Occitanie.

## Histoire
Date arrêté : 21/12/2005
Date effet : 31/12/2005
Depuis le 1er janvier 2017, les trois communautés Orb et Jaur, le Minervois et Pays Saint-Ponais ont fusionné dans la communauté de communes Minervois Saint-Ponais Orb-Jaur.
Les actions  de la Communauté de Communes Minervois Caroux se sont quasiment arrêtées à la suite de décisions (contestées ) de Kleber Mesquida qui décide de ramener le budget de la culture à zéro. Ce n'est plus qu'une coquille vide (on voit un site internet abandonné).

## Communes
La communauté regroupe 15 communes:
| Nom                   | Code Insee | Gentilé       | Superficie (km2) | Population (dernière pop. légale) | Densité (hab./km2) |
| --------------------- | ---------- | ------------- | ---------------- | --------------------------------- | ------------------ |
| Olonzac (siège)       | 34189      | Olonzagais    | 18,95            | 1 776 (2014)                      | 94                 |
| Agel                  | 34004      | Agelois       | 12,54            | 216 (2014)                        | 17                 |
| Aigne                 | 34006      | Aignois       | 10,94            | 272 (2014)                        | 25                 |
| Aigues-Vives          | 34007      | Aigues-Vivois | 12,81            | 461 (2014)                        | 36                 |
| Azillanet             | 34020      | Azillanetais  | 14,40            | 379 (2014)                        | 26                 |
| Beaufort              | 34026      | Beaufortais   | 6,09             | 212 (2014)                        | 35                 |
| Cassagnoles           | 34054      | Cassagnolais  | 24,54            | 99 (2014)                         | 4                  |
| La Caunette           | 34059      | Caunettois    | 21,78            | 316 (2014)                        | 15                 |
| Cesseras              | 34075      | Cesserais     | 15,07            | 375 (2014)                        | 25                 |
| Félines-Minervois     | 34097      | Félinois      | 29,87            | 463 (2014)                        | 16                 |
| Ferrals-les-Montagnes | 34098      | Ferralais     | 25,78            | 168 (2014)                        | 6,5                |
| La Livinière          | 34141      | Livinièrois   | 31,56            | 547 (2014)                        | 17                 |
| Oupia                 | 34190      | Oupianais     | 9,04             | 274 (2014)                        | 30                 |
| Minerve               | 34158      | Minervois     | 27,89            | 131 (2014)                        | 4,7                |
| Siran                 | 34302      | Siranais      | 21,25            | 715 (2014)                        | 34                 |